# Rotaurisaurus
Rotaurisaurus is een geslacht van uitgestorven temnospondyle Batrachomorpha (basale 'amfibieën') uit de familie Lapillopsidae. Dit geslacht is alleen bekend van een onvolledige verbrijzelde schedel en de bijbehorende linkerkaak, het holotype UTGD (University of Tasmania Geological Department) 87795. De typesoort is Rotaurisaurus contundo. De geslachtsnaam Rotaurisaurus is een combinatie van Latijnse woorden, rotare, auris en saurus, die kunnen worden vertaald als 'cirkeloorhagedis'. Dit verwijst naar de vorm van de otische inkepingen in de achterrand van de schedel, die een cirkelvorm krijgen doordat ze gedeeltelijk worden omsloten door de tabulaire botten aan de achterkant van de schedel. De soortaanduiding contundo verwijst naar het slechte niveau van preservering van het exemplaar, omdat het is afgeleid van het Latijnse woord voor 'vermalen', contundere. Overigens had een correcte afleiding daarvan moeten resulteren in het bijvoeglijke naamwoord contusus.
De schedel werd in 1960 ontdekt in de Crisp and Gunn Quarry in de buurt van Hobart, Tasmanië. Deze steengroeve bevat rotslagen uit de Knockloftyformatie, die dateert uit het Vroeg-Trias. Jarenlang werd aangenomen dat deze schedel toebehoorde aan een juveniel individu van Chomatobatrachus halei, een soort lydekkerinide die veel voorkomt in Tasmaanse steengroeven. Het werd als zodanig vermeld tijdens John Cosgriffs herziening van Tasmaanse temnospondyli in 1974. Het Rotaurisaurus-exemplaar bevond zich in een ingestort blok van rode siltsteen dat oorspronkelijk de grijze siltsteen van de Poets Road Member van de formatie bedekte. De Poets Road-afzetting bevatte fossielen als een skelet van de vroege archosauriër Tasmaniosaurus triassicus en wordt verondersteld te komen tussen het Vroeg-Indien en het Vroeg-Olenekien van het Vroeg-Trias, ongeveer 250 miljoen jaar geleden.
In 1999 stelde Adam Yates vast dat de schedel een nieuw geslacht en soort vertegenwoordigde, verschillend van Chomatobatrachus. Hij verbond het met de raadselachtige Australische temnospondyle Lapillopsis en formuleerde de nieuwe familie Lapillopsidae om de twee geslachten te bevatten. Rotaurisaurus bezat ongebruikelijk gevormde tabulaire botten, die typisch driehoekige hoornachtige structuren vormden langs de achterrand van de schedel. Bij Rotaurisaurus zijn deze botten naar buiten gebogen om de aangrenzende otische inkepingen aan de achterkant van het hoofd te omsluiten. Andere unieke kenmerken zijn de aanwezigheid van een lengterichel op het buitenoppervlak van elk quadratojugale (dat zich nabij het kaakgewricht bevond) en een verhoogde botrand achter de oogkassen.